# 네트워크 매거진
《네트워크 매거진》은 대한민국 종합편성채널인 TV조선에서 월요일 아침 8시 40분에 방송되는 TV조선의 월요일 아침 지역 연결 뉴스 프로그램이다.

## 방송 시간
| 방송 채널 | 방송 기간                          | 방송 시간                              |
| --------- | ---------------------------------- | -------------------------------------- |
| TV조선    | 2011년 12월 5일 ~ 2012년 2월 3일   | 평일 오후 5시 20분 ~ 5시 30분 (10분)   |
| TV조선    | 2015년 3월 23일 ~ 2015년 7월 6일   | 평일 오후 4시 10분 ~ 4시 30분 (20분)   |
| TV조선    | 2015년 7월 9일 ~ 2015년 9월 4일    | 평일 저녁 6시 35분 ~ 6시 50분 (15분)   |
| TV조선    | 2015년 9월 7일 ~ 2016년 10월 7일   | 평일 오후 3시 40분 ~ 4시 (20분)        |
| TV조선    | 2016년 10월 10일 ~ 2017년 6월 30일 | 평일 오전 11시 10분 ~ 11시 20분 (10분) |
| TV조선    | 2017년 7월 3일 ~ 2019년 5월 10일   | 평일 아침 8시 50분 ~ 오전 9시 (10분)   |
| TV조선    | 2019년 5월 13일 ~ 현재             | 월요일 아침 8시 40분 ~ 오전 9시 (20분) |

## 앵커
- 12대 곽승한 전국부 기자

### 역대 앵커
- 1대 윤우리 정치부 기자 (2011년 12월 5일 ~ 2012년 2월 3일)
- 2대 오현주 경제산업부 기자 (2015년 3월 23일 ~ 2015년 5월 29일)
- 3대 송지욱 국제부 기자 (2015년 6월 1일 ~ 2015년 7월 31일)
- 4대 김지아 경제부 기자 (2015년 8월 3일 ~ 2015년 9월 4일)
- 5대 이루라 문화연예부 기자 (2015년 9월 7일 ~ 2017년 6월 30일)
- 6대 차정승 전국부 기자 (2017년 7월 3일 ~ 2018년 10월 16일)[1]
- 7대, 11대 장용욱 전국부 기자 (차장대우) (2018년 10월 17일 ~ 2021년 10월 4일, 2024년 5월 13일 ~ 2024년 10월 14일)
- 8대 이미지 전국부 기자 (2021년 10월 11일 ~ 2021년 11월 15일)
- 9대 신유만 전국부 기자 (2021년 11월 22일 ~ 2022년 8월 1일)
- 10대 최우정 전국부 기자 (차장대우) (2022년 8월 8일 ~ 2024년 4월 15일)[2]
- 12대 곽승한 전국부 기자 (2024년 10월 21일 ~ 현재)

## 그 외 TV조선의 뉴스 프로그램
- TV조선 뉴스퍼레이드
- TV조선 뉴스 9
- TV조선 뉴스 (930)
- TV조선 뉴스현장
- TV조선 뉴스특보